# Operation RECLIB
Operation RECLIB (Removal of chemical weapons from Libya) var en international maritim militæroperation der havde til formål at fjerne og destruere de sidste rester af Libyens kemiske våbenprogram. Missionens formål var stort set identisk med Operation RECSYR, hvor man fjernede de kemiske våbenrester fra Syrien i 2013-2014.

## Baggrund
Libyens kemiske våbenprogram var aktivt under Muammar Gaddafis diktatur, men det blev angiveligt afsluttet i 2000'erne og i begyndelsen af 2010'erne da Gaddafi forsøgte at gøre tilnærmelser til den vestlige verden. Libyen tilsluttede sig Konventionen om kemiske våben i 2004 hvor man deklarerede en beholdning på 24,7 ton sennepsgas, 1.390 tons kemiske kampstoffer til fremstilling af Sarin såvel som 3.563 tomme flybomber beregnet til kemiske våben.
I løbet af de følgende år fik Libyen destrueret en stor mængde af sine lagre, men nåede ikke den tidsfrist der var blevet sat for destruktionen. Sikkerhedssituationen i landet blev siden hen forringet og resulterede i borgerkrigen i Libyen. Efterfølgende skabte fremkomsten af Islamisk Stat og den ustabile situation i landet frygt for at resten af våbenlageret kunne falde de forkerte hænder.
Den 3. februar 2016 henvende den internationalt anerkendte libyske samlingsregering sig til Organisationen for forbud mod kemiske våben (OPCW). Dette skete på bagrund af sikkerheden omkring opbevaringen af de kemiske kampstoffer og frygten for at de kunne komme under kontrol af terrorister. Den 16. juli 2016 rettede den internationalt anerkendte libyske samlingsregering en formel henvendelse til OPCW for at bede om hjælp til, at få destrueret resterne af de kemiske kampstoffer. Den 20. juli accepterede OPCW anmodningen. Den 22. juli blev FN-resolution 2298 som vedtaget af FN's sikkerhedsråd som opfordrede de Forenede Nationers medlemslande til at assistere med bortskaffelsen af våbnene.
Den 19. august 2016 vedtog et enstemmigt dansk Folketing lovforslag B197 vedrørende dansk deltagelse til en maritim operation med henblik på borttransport af resterne fra Libyens kemiske våbenlager. Danmark påtog sig samtidig ansvaret for at stå i spidsen for operationen som blev døbt OPRECLIB.

## Operationen

### Task Group 1100.10
Søværnet
- L16 Absalon

Royal Navy
- RFA Mounts Bay

Civile skibe
- Ark Futura (DFDS)

Andre bidrag
- Frømandskorpset
- Beredskabsstyrelsen (inklusiv specialister fra Finland)[6]
- Told & Skat
- Hæren (Ingeniørregimentet)

### Gennemførsel
Støtteskibet Absalon afgik Flådestation Frederikshavn den 19. august, den samme dag som den danske deltagelse blev vedtaget, for at være klar til hurtig indsættelse i operationen. I Middelhavet mødtes skibet med handelsskibet Ark Futura som var indchartret via ARK-projektet samt et britisk orlogsskib, RFA Mounts Bay.
Den 24. august 2016 gennemførte L16 Absalon og Ark Futura et logistisk anløb af Catania (Sicilien). Anløbet blev samtidig brug som indøvelse og generalprøve for operationen.
Den 27. august 2016 begyndte operationen officielt, da L16 Absalon klokken 05:00 UTC krydsede ind i libysk territorialfarvand.
Klokken 09:00 UTC anløb Ark Futura havnebyen Misratah. Efter anløbet blev de kemiske kampstoffer og de beholdere, de skulle transporteres i, besigtiget og vurdere af specialister fra Beredskabsstyrelsen. Told & Skat gennemførte scanninger af lastbiler og containere inden de blev kørt ombord. Sikkerheden ombord på Ark Futura blev varetaget af Frømandskorpset. Samtidig lå L16 Absalon og RFA Mounts Bay i synsafstand fra havnebyen. Hele operationen forløb gnidningsfrit til trods for den usikre sikkerhedssituation i landet.
Klokken 16:00 UTC var de 23 containere med Kemiske kampstoffer lastet, alle mand var ombord og styrken satte kursen mod Bremen.
Den 31. august passerede styrken gennem Gibraltarstrædet, hvor RFA Mounts Bay blev frigivet fra styrken.
Den 5. september ankom Ark Futura til Bremerhaven og ansvaret overgik til de tyske myndigheder. L16 Absalon fortsatte mod Flådestation Frederikshavn for at gennemføre et kort logistisk anløb. L16 Absalon sejlede derefter retur til Middelhavet for at deltage i Standing NATO Maritime Group 2 og Operation Active Endeavour.

### Resultat
Den 23. november 2017 kunne OPCW bekræfte, at alle de kemiske kampstoffer fra Operation RECLIB var destrueret. Destruktionen foregik på den statsejede tyske facilitet GEKA, som tidligere har bidraget til destruktionen af kemiske kampstoffer fra Operation RECSYR.
Libyen sendte den 11. januar 2018 sin udenrigsminister til Haag for at markere destruktionen af landets kategori 2 kemiske kampstoffer.